# Нанотрибология
Нанотрибология или молекулярная трибология (англ. nanotribology) — направление в трибологии, связанное с теоретическим и экспериментальным изучением процессов адгезии, трения, износа и разрушения в атомных и молекулярных масштабах взаимодействия поверхностей.

## Описание
Предметом изучения нанотрибологии являются процессы сцепления-скольжения поверхностей контактирующих тел, влияние плёнки смазки нанометровой толщины, электрические и механические свойства контактов в атомном и молекулярном масштабе и др. Эти процессы характеризуются ультрамалыми контактными давлениями, и их исследование, важное для построения нано- и микромеханических систем, стало возможным благодаря значительному развитию в последнее время экспериментальных методик и теоретических моделей.
1. Триботехника

1. вид трения Избирательный перенос — вид трения, который обусловлен самопроизвольным образованием в зоне контакта тонкой не окисляющейся металлической плёнки с низким сопротивлением сдвигу и не способной накапливать при деформации дислокации.

Избирательный перенос при трении (эффект безызносности) — явление, по своему характеру противоположное изнашиванию: если при изнашивании во время трения все процессы в зоне контакта сводятся к разрушению поверхности, то при избирательном переносе трение может сопровождаться эволюционными процессами, в результате которых разрушение поверхностей становится второстепенным. Главным выступает созидательный характер трения, который обусловлен обменом узла трения с внешней средой энергией и веществом, а также коллективным поведением ионов металла, из которых формируется тонкая плёнка, защищающая поверхности трения от изнашивания.
Металлическую плёнку, образующуюся в процессе трения, называют "сервовитной " (от лат. servo-witte — спасать жизнь). Она представляет собой вещество (в данном случае металл), образованное потоком энергии и существующее в процессе трения. Трение не может уничтожить плёнку, оно её создаёт. Образование защитной плёнки относится к новому классу самоорганизующихся явлений неживой природы.
1. Водородный износ(водородное изнашивание) - износ, обусловленный выделением водорода в зоне трения – это процесс изнашивания металлов в зоне фрикционного контакта, где определяющими факторами являются механизмы водородного охрупчивания в микрослоях фрикционного взаимодействия при адсорбции водорода на поверхностях раздела или диффузии водорода из объёма металла в зону фрикционного взаимодействия.

- Это спасение для деталей двигателей.

Сущность способа по  состоит в триботехническом испытании сопряжения с точечным или линейным контактом, образованным вращающимся с постоянной скоростью образцом и тремя (или одним) неподвижными образцами при постоянной нагрузке и ступенчатом повышении температуры образцов и окружающего их смазочного материала от внешнего источника тепла, регистрацией момента трения во время испытаний, по изменению которого судят о температурной стойкости смазочных материалов
Испытания
Трибопротектор

http://www.findpatent.ru/patent/227/2277579.html
Авторы патента: Бояркин Алексей Олегович, Стрельцов Владимир Васильевич, Мамыкин Сергей Михайлович, Гаврилюк Валерий Степанович, Мельников Эдуард Леонидович, Шитов Андрей Николаевич, Ступников Владимир Петрович, Гаркунов Дмитрий Николаевич